# 這就是我們 (第二季)
《這就是我們》第二季（英語：This Is Us Season 2）由丹·福吉曼開創，福吉曼與艾薩克·艾普提克以及伊莉莎白·柏格共同擔任節目統籌，於2017年9月26日至2018年3月13日間在NBC首播。
2017年1月18日，NBC宣布續訂第3季。

## 卡司

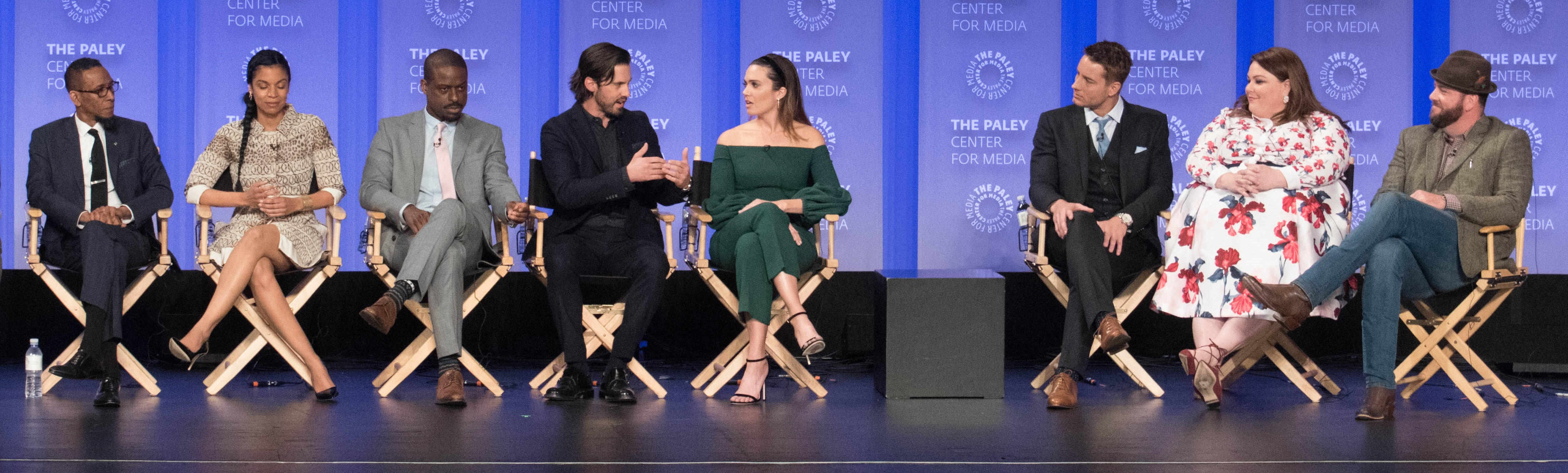
主要演員羅恩·西法斯·瓊斯（左起）、蘇珊·克雷奇·華森、斯特林·K·布朗、米洛·文提米利亞、曼蒂·摩爾、賈斯汀·哈特利、克莉希·梅茲與克里斯·沙利文

### 主要演員
- 米洛·文提米利亞 飾演 傑克·皮爾森
- 曼蒂·摩爾 飾演 蕾貝卡·皮爾森
- 斯特林·K·布朗 飾演 藍道爾·皮爾森
- 克莉希·梅茲 飾演 凱特·皮爾森
- 賈斯汀·哈特利 飾演 凱文·皮爾森
- 蘇珊·克雷奇·華森（英语：Susan Kelechi Watson） 飾演 貝絲·皮爾森
- 克里斯·沙利文（英语：Chris Sullivan (actor)） 飾演 托比·戴蒙
- 喬·維爾塔（英语：Jon Huertas） 飾演 米格爾·瑞瓦斯
- 亞莉山卓·布瑞克瑞奇（英语：Alexandra Breckenridge） 飾演 蘇菲
- 奈爾斯·費奇 飾演 藍道爾·皮爾森（少年）
- 羅根·許洛耶爾 飾演 凱文·皮爾森（少年）
- 漢娜·澤爾 飾演 凱特·皮爾森（少女）
- 麥肯琪·韓克西薩克 飾演 凱特·皮爾森（幼年）
- 帕克·貝茨 飾演 凱文·皮爾森（幼年）
- 朗尼·查維斯 飾演 藍道爾·皮爾森（幼年）
- 艾瑞絲·貝克 飾演 泰絲·皮爾森
- 菲絲·赫曼 飾演 安妮·皮爾森
- 羅恩·西法斯·瓊斯（英语：Ron Cephas Jones） 飾演 威廉·希爾

### 常設演員
- 伊莉莎白·柏金斯 飾演 珍妮特·梅隆
- 朗·霍華 飾演 自己
- 黛布拉·喬·魯普（英语：Debra Jo Rupp） 飾演 琳達
- 傑莫·納基亞 飾演 威廉·希爾（青年）
- 凱特·伯頓（英语：Kate Burton (actress)） 飾演 芭芭拉
- 韻恩·艾佛瑞特（英语：Wynn Everett） 飾演 雪莉
- 亞曼達·雷頓（英语：Amanda Leighton） 飾演 蘇菲（少女）
- 莉芮可·羅斯 飾演 黛佳
- 喬伊·布朗森 飾演 香娜
- 凱特琳·湯普森 飾演 梅蒂森
- 伊安塔·理查德森 飾演 泰絲·皮爾森（成年）

### 客串演員
- 席維斯·史特龍 飾演 自己
- 傑拉德·麥雷尼（英语：Gerald McRaney） 飾演 納森·卡考斯基
- 溫蒂·馬利克（英语：Wendie Malick） 飾演 戴蒙太太
- 布萊恩·葛瑟 飾演 自己
- 布雷特·塔克 飾演 樂團經理
- 比爾·歐文 飾演 急診室醫師
- 蘇珊·布萊克利 飾演 安妮
- 山姆·安德森（英语：Sam Anderson） 飾演 沃特·克勞德
- 狄諾·林多 飾演 厄尼斯特·布萊德利
- 傑森·巴特勒·哈納（英语：Jason Butler Harner）
- 丹·羅利亞（英语：Dan Lauria） 飾演 戴蒙先生
- 彼得·歐諾拉提（英语：Peter Onorati） 飾演 史丹利·皮爾森
- 安德魯·桑蒂諾（英语：Andrew Santino） 飾演 凱西
- 瑪洛莉·詹森 飾演 艾瑪·威德
- 梅蘭妮·利伯（英语：Melanie Liburd） 飾演 柔伊
- 蘇菲亞·柯托 飾演 蘇菲（幼年）

## 製作

### 開發

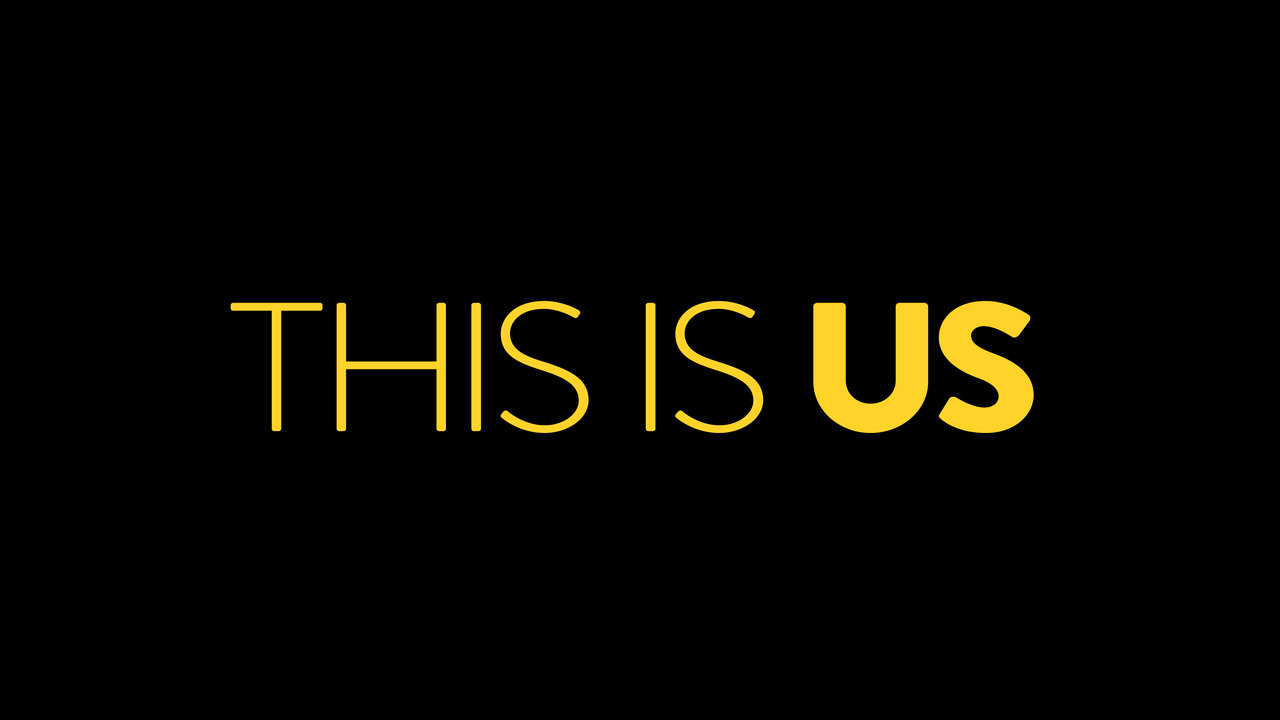
官方宣傳標題

2017年1月18日，NBC宣布續訂本季與第3季，每季18集，共36集。3月7日，宣布唐納德·托德（Donald Todd）將在第1季後卸任執行製作，而擔任共同執行製作的艾薩克·艾普提克（Isaac Aptaker）與伊莉莎白·柏格（Elizabeth Berger）和二十世紀福斯電視公司簽署新合約，並提升為執行製作，與主創丹·福吉曼共同擔任節目統籌。8月24日，宣布《美式懸罪》黃金時段艾美獎得主蕾吉娜·金恩將執導本劇第6集。

### 選角
第1季主演米洛·文提米利亞、曼蒂·摩爾、斯特林·K·布朗、賈斯汀·哈特利、克莉希·梅茲、蘇珊·克雷奇·華森、克里斯·沙利文與羅恩·西法斯·瓊斯均將回歸第2季。
2017年3月7日，飾演威廉的瓊斯在接受訪問時，表示角色會以某些形式回歸本季。6月28日，宣布飾演蘇菲的亞莉山卓·布瑞克瑞奇與飾演米格爾的喬·維爾塔自本季起被提升為主要演員。6月30日，宣布飾演凱特、藍道爾與凱文青少年時期及兒時的漢娜·澤爾（Hannah Zeile）、奈爾斯·費奇（Niles Fitch）、羅根·許洛耶爾（Logan Shroyer）、麥肯琪·韓克西薩克（Mackenzie Hancsicsak）與帕克·貝茨（Parker Bates），以及飾演藍道爾女兒的艾瑞絲·貝克（Eris Baker）和菲絲·赫曼（Faithe Herman）等7名年輕演員被提升為主要演員，至於飾演藍道爾兒時的朗尼·查維斯（Lonnie Chavis）因另外參演Showtime喜劇《成名之路》而未加入主演陣容。
2017年8月3日，宣布席維斯·史特龍將客串本季，其飾演之角色將出現在凱文的故事線中，而其他客串演員亦有和主創福吉曼於《擲出青春》中合作過的丹·羅利亞以及《70年代秀》黛布拉·喬·魯普。8月17日，公布魯普將飾演藍道爾與貝絲因領養孩子而交涉的社工琳達。11月2日，宣布《Lost檔案》山姆·安德森與《矮子當道》狄諾·林多均將客串飾演法官，兩人分別登場於威廉遭遇司法問題以及傑克與蕾貝卡收養藍道爾的故事線。
2018年1月17日，宣布與本劇編劇凱·歐耶根（Kay Oyegun）為朋友的《不才專家》黃金時段艾美獎得主莉娜·韋斯將客串本季，飾演一名動物收容所工作人員。

### 拍攝
本季獲得加利福尼亞州電影委員會稅收優惠，並於2017年7月11日在洛杉磯展開製作。

### 播出
由於第1季收視告捷，本季被安排移往周四9點檔首播，作為「必看電視」品牌的一環。但由於安排在周四檔期將會因轉播週四橄欖球之夜而停播六周，又因冬季奧運的直播又會再停播兩周，因此NBC最後還是決定將本劇和《爆笑超市》與《良善之地》交換檔期，移回周二9點檔首播。本季第14集被安排做為第52屆超級盃後續節目。

## 集數
| 總集數 | 集數 （季） | 標題                                                       | 導演                  | 編劇                            | 首播日期       | 製作 代碼 | 美國收視人數 （百萬） |
| --- | ----------- | ---------------------------------------------------------- | --------------------- | ------------------------------- | -------------- | --------- | --------------------- |
| 19 | 1           | 父親的忠告 A Father's Advice                               | 肯·奧林               | 丹·福吉曼                       | 2017年9月26日  | 2AZC01    | 12.94                 |
| 在大三胞37歲生日的這天，蘇菲因母親發病未能前往洛杉磯與凱文見面，凱特在歌唱面試時，憶起被嘲笑的過往而半途而廢，藍道爾則因領養問題和貝絲產生爭執。傑克與蕾貝卡向孩子們宣布兩人將暫時分居冷靜一段時間，這讓孩子們難以接受，而傑克更深信蕾貝卡很快就會回心轉意。藍道爾其實在暗中撞見父母爭執的時刻，因此他試著安撫蕾貝卡的心，但此舉動卻讓不了解實情的凱文感到不順眼。凱文與凱特的親近度，讓托比有被排除在外的感覺，使得他與凱文為此爭執，然而對女權意識豁然開朗的凱特，決定勇敢地前去參加歌唱面試，雖然最後並未成功獲選，但她這次的勇敢，確認了自己並非因外型而遭逢失敗。凱文和凱特自幼便相互扶持，更在父親死亡時一同度過難關，這使兄妹倆至今難以難分難捨，但凱文知道自己是時候該慢慢地放開凱特，讓身為凱特未婚夫的托比有位置立足。貝絲不甚認同藍道爾領養孩子的原因，是因為她認為藍道爾想透過領養新生男孩來紀念兩個父親，雖然貝絲認同傑克與蕾貝卡對藍道爾所為之重大意義，但她更傾向領養青少年，好讓那些徬徨而不被接受的孩子有機會步上正途。蕾貝卡在思考自身價值時，想起了傑克，並意識到彼此都為婚姻與家庭犧牲了夢想，然而這時傑克卻坦承自己確實有著酒癮的問題，只是蕾貝卡一直以來都不知情，在蕾貝卡震驚之餘，她還是認為兩人應該攜手共度難關。最後，揭示傑克疑似死於家中的一場火災，在全家悲痛之餘，凱特打算親自告知不知情的凱文此噩耗。 |             |                                                            |                       |                                 |                |           |                       |
| 20 | 2           | 黃金光輝的過往 A Manny-Splendored Thing                    | 約翰·富頓貝瑞         | 丹·福吉曼 貝卡·布魯斯塔特       | 2017年10月3日  | 2AZC02    | 11.06                 |
| 欲證明自己有所成長的凱文，重回《型男保姆》劇組，客串演出第100集特輯，然而在凱西撞見凱文與蘇菲的玩笑舉動後，他決定更改劇本，這讓凱文認為凱西意圖讓他出糗，但蘇菲卻要他勇敢地展現自己與氣度，而凱文也願為博得蘇菲一人的歡笑而犧牲演出。藍道爾遲遲未填寫領養孩子的身家調查，原因在於他不確定自己能夠勝任問題孩子的父親，這不免使貝絲感到煩躁，但兩人最後還是選擇相信自己的教養價值。凱特終於獲得某室內樂團的邀約擔任代唱，然而蕾貝卡樣樣具備的完美以及對她過度的稱讚，反而讓凱特感到排斥，母女倆也試著化解隔閡。在工作壓力大的傑克首次酗酒時，他選擇練拳擊來打消飲酒的念頭，而為了能夠再次成功戒酒，傑克選擇向凱特坦承一切，包括他同樣有個酗酒父親的事實，並在蕾貝卡的陪同下，加入戒酒互助會。 |             |                                                            |                       |                                 |                |           |                       |
| 21 | 3           | 高點與低點 Highs and Lows                                  | 約翰·瑞卡 葛倫·費卡拉 | 艾薩克·艾普提克 伊莉莎白·柏格   | 2017年10月10日 | 2AZC03    | 11.02                 |
| 青少年時期的藍道爾曾試著找尋親生父母，在凱文與凱特的陪同下，藍道爾來到約定地點赴約，卻發現聲稱是自己生母的女子只是想要藉機索取金錢。深怕婚姻走向終點的蕾貝卡，聽從雪莉的意見，打算給予傑克驚喜，然而傑克卻因近期的煩躁心事而婉拒蕾貝卡的求歡，不過傑克卻懷念和蕾貝卡坐在車上分享心事的過往，兩人也利用話語來表露真心。凱特在片場和席維斯·史特龍談起父親對他的崇拜，這卻讓不願面對父親死亡的凱文感到氣憤，甚至傷害到凱特的情感，而曾經和凱文一樣不敢談起父親之死的凱特，認為凱文應該直視傷痛，才會有撫平的一天。藍道爾一家迎接因母親入獄而被送進寄養機構的黛佳的到來，但尚未習慣且曾遭受家暴的黛佳卻和貝絲起衝突，而藍道爾則試著用自己的人生經歷，來軟化黛佳，但抱持期望的黛佳在得知母親將坐牢一段時間後，再度難耐止不住的悲憤情緒。 |             |                                                            |                       |                                 |                |           |                       |
| 22 | 4           | 依舊存在 Still There                                       | 肯·奧林               | 薇拉·赫伯特                     | 2017年10月17日 | 2AZC04    | 10.65                 |
| 幼年的凱文感染水痘，得知此事的珍妮特，便拜訪皮爾森家，這讓傑克和蕾貝卡手足無措。珍妮特除了刻薄，還無意間地對藍道爾帶有些微的排斥與歧視，這讓受不了的蕾貝卡責難母親帶給孩子們的壓力與錯誤價值觀，同時，藍道爾也從中了解種族歧視的其他面向。面臨母女關係瀕臨絕裂，珍妮特試圖讓蕾貝卡了解自己心中的掙扎與困惑，並嘗試對藍道爾敞開心房。布萊恩·葛瑟發現凱文隱瞞因拍片而造成的腳傷，於是要求凱文進行治療，回顧高中的橄欖球生涯，曾因腳傷而從顛峰期跌落谷底的心境，以及面對父親期待落空的感受，使不想錯失人生第二次機會的凱文，不願聽取醫生的囑咐，在開刀後選擇過度地復健，甚至還服用止痛藥，只為能趕緊上工。由於黛佳一直未洗頭，藍道爾與貝絲必須設法卸下黛佳的心房，在藍道爾嘗試未果後，黛佳終於願意讓貝絲洗頭綁辮子，但貝絲卻意外發現黛佳因壓力而造成圓禿，好不容易稍稍對貝絲敞開心房的黛佳，在得知藍道爾也知悉此事後，卻憤怒地將頭髮剪掉。凱特一直努力做運動，只為能讓自己穿得下美麗的衣裳，好繳出完美的首次演出，即便托比在旁說服她學著享受人生，但她的意志卻相當堅決。事實上，凱特努力地過上健康生活的另一個理由，正是因為她懷有身孕。 |             |                                                            |                       |                                 |                |           |                       |
| 23 | 5           | 手足之情 Brothers                                          | 約翰·瑞卡 葛倫·費卡拉 | 泰勒·班辛格                     | 2017年10月24日 | 2AZC05    | 10.60                 |
| 傑克帶著凱文與藍道爾到野外露營，打算藉此增進兄弟倆的感情，然而蕾貝卡卻在此時接到史丹利垂死的消息。凱文待藍道爾相當不善，這讓傑克非常生氣，而接到蕾貝卡通知的傑克，不願見父親最後一面。凱文不清楚自己為何對藍道爾如此刻薄，但在他感受到藍道爾想親近他的心意後，便決定試著和藍道爾好好相處。凱特向托比宣布懷孕的消息，但礙於身為高齡產婦以及體型肥胖等問題，凱特不想在孩子出生前抱持太大希望，因此要求托比保密，但她隨後將了解到分享喜事的愉悅。終於完成電影拍攝的凱文回到了紐約，卻發現沒了止痛藥，為此所苦的他，不斷要求醫生開處方籤給他，甚至還因此錯過本應登台支持蘇菲的醫院晚會。試著拉近與黛佳關係的藍道爾，帶著欣賞凱文的黛佳參加醫院晚會，然而在藍道爾為防止黛佳吃到蝦殼而抓住其手欲制止她時，藍道爾這才得知此舉動對黛佳有所陰影。回顧幼時的傑克，在某次的車程中，史丹利將傑克留在車內便久留休息站飲酒，而孤單的傑克，其實有個名叫尼基的兄弟。 |             |                                                            |                       |                                 |                |           |                       |
| 24 | 6           | 20代 The 20's                                              | 蕾吉娜·金恩           | 唐納德·魯斯                     | 2017年10月31日 | 2AZC06    | 8.43                  |
| 為了能使凱特面對成年後的挫折，蕾貝卡認為傑克不該對她予取予求，而傑克則擔心凡事都需經規劃並必須按計畫執行的藍道爾，將來會過於死板，但蕾貝卡卻認為那是藍道爾的焦慮所致。藍道爾從鄰居口中得知凱爾的事，使得質疑起自身定位的他感到心煩，而蕾貝卡也不得不在和傑克分頭帶孩子於萬聖節上街要糖而不在她身邊的情況下，獨自向藍道爾解釋一切。距上次崩潰有段時間後，藍道爾在貝絲生產日即將到來時，設法處理好風扇的問題，但這件事卻不斷盤旋於他腦中，使他再度變得焦躁，而受到影響貝絲亦感到不安。藍道爾在經過五金行員工的開導後，了解如何面對迎接新生兒的恐慌，並試著重拾貝絲對他的信任，而經歷貝絲生產而感動的蕾貝卡，卻因傑克無法像當初迎接藍道爾那樣，陪在自己身邊、和她一同分享喜悅而伴隨著悲傷。面臨長達一年乏人問津，並試著與好友在好萊塢奮鬥的凱文，和尚未放下父親之死，且嘗試和有婦之夫來往的凱特，皆嘗試在他們20代之時，尋找並追逐人生的目標與夢想，也在凱文搞砸與好友的關係後，兩人一同定居洛杉磯，至於蕾貝卡則在接觸社群媒體後，和米格爾重新連繫上。 |             |                                                            |                       |                                 |                |           |                       |
| 25 | 7           | 最失望的人 The Most Disappointed Man                       | 克里斯·科赫           | 凱·歐耶根                       | 2017年11月7日  | 2AZC07    | 9.89                  |
| 深怕不稱職的傑克與蕾貝卡，非常努力地養育藍道爾，而看在眼裡的社工亦給予他們肯定，但身為非裔的布萊德利法官，卻認為讓藍道爾生長在白人家庭，無益於他日後面對充滿歧視的社會，這讓傑克與蕾貝卡相當沮喪。蕾貝卡仍不願放棄，並希望布萊德利法官能看見夫妻倆的真心，而已先抱有成見的布萊德利法官，最後選擇規避案件，轉由其法官負責，這讓傑克與蕾貝卡如願成為藍道爾的父母。威廉在遭遇母親與女友的死亡後，將孩子拋棄的他，因吸毒而被判刑，但他身處人生低潮及社會底層環境的心境，卻打動了對司法與現實感到無奈的克勞德法官，因此克勞德法官決定給予威廉改過自新的機會，並要他銘記自己對他的期望，切勿受誘惑而再度誤入歧途。在藍道爾帶著黛佳前往監獄探視其母親香娜時，香娜卻拒絕會面，這讓不忍看見黛佳失落的藍道爾，不禁對琳達撒氣，而知悉此事的貝絲也對香娜極度不滿，並有意阻斷香娜與黛佳間的聯繫。藍道爾在探視香娜時，得知香娜因受傷而不願被黛佳看見自己狼狽的模樣，在兩人為價值觀爭論的時刻，藍道爾不禁聯想起養父母與威廉的處境，便決定與貝絲試著接受香娜與黛佳密不可分的事實。在凱特與托比向凱文宣布喜訊後，托比礙於母親的信仰而不敢向母親透露凱特懷孕一事，在凱特提議直接公證結婚來應對時，托比因了解凱特有著對婚禮的幻想，而決定鼓起勇氣向母親坦白。過度依賴止痛藥的凱文，開始被自己的不自信吞噬，在經過一番痛苦與掙扎後，預感無法成為如傑克那般的丈夫與父親的他，迷迷糊糊之中，選擇結束與蘇菲的關係。                                                                               |             |                                                            |                       |                                 |                |           |                       |
| 26 | 8           | 第一名 Number One                                          | 肯·奧林               | K·J·史坦伯格                    | 2017年11月14日 | 2AZC08    | 10.05                 |
| 過度依賴止痛藥的凱文，開始對藥物及酒精成癮，並過著糜爛的生活。受邀返校的凱文，在獲頒傑出校友獎時，認為相對其他校友，自己並不配獲得殊榮，但大家卻因對他的熱愛，而未能洞悉其所意旨。回顧凱文的高中生涯，在孩子們正為甄試大學而努力時，自認能以優越的運動天分錄取好學校的凱文，對其他大學的招募教練表現出自負而不尊重的態度，這讓傑克相當氣憤。即便傑克對凱文的態度感到不滿，但努力戒癮的他，仍為自我情緒控管問題致歉，並試著以更友善的情緒面對生活上的繁雜事物。凱文在一場比賽中傷及膝蓋，這斷送了他的大好前途，為了安撫失去夢想的凱文，傑克將他在越戰期間獲得的項鍊交付給凱文，並要凱文相信未來肯定還有屬於他的另一片天。被過錯與悲傷包裹的凱文，與另一名身為醫師的傑出女校友夏洛特發生關係，並暗中取得處方單，打算偽造處方籤以獲得止痛藥。就在凱文不告而別後，他發現父親給他的項鍊遺失了，於是他折返向夏洛特求助，但氣憤的夏洛特並未向陷入低潮的凱文伸出援手。崩潰的凱文，決定向藍道爾坦白並尋求幫助，然而他卻在此時得知凱特流產的消息。 |             |                                                            |                       |                                 |                |           |                       |
| 27 | 9           | 第二名 Number Two                                          | 肯·奧林               | K·J·史坦伯格 舒克利·海山·提爾曼 | 2017年11月21日 | 2AZC09    | 9.34                  |
| 凱特因突如其來的陣痛失去了肚裡的孩子，然而她卻選擇逃避傷痛，這讓托比非常擔心。故作堅強的凱特在流產後的隔天，前往餐廳駐唱，但當她看見孩子時，卻無法克制悲傷情緒的湧出。凱特中途放棄演唱，並打算藉暴食來壓抑難過的心情，但她最終還是未能因此獲得解脫。托比擔心先前訂購的嬰兒用品會影響到凱特，因此前往物流中心，要求取消送貨，隨後，在得知凱特早退後，便著急地尋找暫時斷了音訊的凱特。凱特未顧慮托比擔心她的那份心意，還將自己悲痛的心情怪罪於張揚喜悅的托比，更認為托比無法體會她身理上的痛，這讓被排除在外、同樣對失去孩子感到悲痛的托比相當受傷。回顧高中時期，凱特不斷將關心她的蕾貝卡拒於門外，一直以來都害怕期待落空的她，同時將這份恐懼推卸在蕾貝卡身上，這讓一心想成為不同於其母親的蕾貝卡感到受傷，但她還是願為凱特張開雙臂、付出愛。如今，在蕾貝卡得知凱特流產後，她主動拜訪凱特，並安慰凱特受傷的心靈，同時，也藉自己的生命經驗，指點凱特應與托比分享心境，這才能扶持兩人一同捱過悲痛的時刻。 |             |                                                            |                       |                                 |                |           |                       |
| 28 | 10          | 第三名 Number Three                                        | 肯·奧林               | 舒克利·海山·提爾曼              | 2017年11月28日 | 2AZC10    | 10.94                 |
| 在檢方撤銷告訴後，香娜來到藍道爾家大聲嚷嚷著要帶走黛佳，這讓藍道爾與貝絲無法理解且氣憤，而黛佳則試著勸退母親。琳達經過評估後，認為香娜目前的生活品質具資格領回黛佳，這令藍道爾與貝絲感到質疑，並打算就香娜未依規定而來到家門外大鬧一事提起訴訟。回顧過往，即便傑克與蕾貝卡視藍道爾如己出，但藍道爾仍因缺乏對自我出身理解的歸屬感，而有意放棄哈佛大學，選擇前往充滿非裔學生的霍華德大學就學。在傑克看出藍道爾的掙扎後，他向藍道爾道出自己從越戰歸國時，與世人格格不入的心境，並要藍道爾相信自己終能尋得心境的平衡。藍道爾對起訴香娜一事感到遲疑，並在想起威廉當年想接近他卻又退卻的心境後，了解到自己不能強硬地改變黛佳的生活，或阻斷她與香娜的親情，因此他與貝絲最終選擇放開心中的結，讓黛佳回到香娜身邊。凱文前來向藍道爾求助，卻得知凱特流產一事，無助的他，在飲酒後選擇不告而別，並在酒駕的半路上，發現因黛佳的離開而心情低落的泰絲竟躲在自己的車上，隨後凱文便被臨檢的警察逮捕，在泰絲受驚嚇之餘，藍道爾與貝絲對凱文的作為感到憤怒。 |             |                                                            |                       |                                 |                |           |                       |
| 29 | 11          | 局外人 The Fifth Wheel                                     | 克里斯·科赫           | 薇拉·赫伯特                     | 2018年1月9日   | 2AZC11    | 9.65                  |
| 貝絲在擔心泰絲之餘，仍對凱文的作為感到氣憤，但藍道爾卻阻止貝絲辱罵凱文，至於托比則發現凱特背著他偷吃垃圾食物。皮爾森一家人來到勒戒所探望凱文，而心理醫師芭芭拉卻希望首次會談僅由血親參與，於是被排除在外的貝絲、托比與米格爾便來到酒吧互相取暖，並談論彼此如同皮爾森家族配角的心境。當皮爾森一家在進行心理諮商時，凱文在芭芭拉的鼓勵下，除了向家人們致歉外，也道出家庭問題可能引發成癮的原因。凱文坦言凱特與藍道爾自幼時便各自受傑克及蕾貝卡的關愛，相對地，他卻像個局外人無人關照，因此他才會試著以橄欖球、演技，甚至是名聲來掩蓋內心對自我的質疑。回顧過往，當皮爾森一家人來到野外的小木屋度假時，傑克關心著被嘲笑身材的凱特，且無法克制寵溺凱特愛吃甜食的習慣，而蕾貝卡則質疑凱文偷走藍道爾的眼鏡，他們四人甚至還在雷雨交加的夜晚共眠，獨留凱文一人在自己的房間。如今，面對凱文認為父親可能遺傳了成癮基因給予自己和有著飲食問題的凱特，蕾貝卡、凱特與藍道爾皆無法接受這項對家人的指控，藍道爾甚至為了捍衛母親，和凱文發生激烈地言語衝突，而蕾貝卡也在席間坦承因為藍道爾較親近自己，且在傑克逝世的那段期間給予了她極大地安慰，因此她才會對藍道爾更加上心。大三胞在冷靜過後，試著理解對方的視角，而凱特也選擇向托比坦承自己在流產後復發飲食問題。蕾貝卡試著讓凱文了解自己與傑克並未給予他過多的關心，是因為他們自以為凱文很堅強而不需要這樣的支持，但事實卻不然，且她也堅信他倆肯定有過屬於他們的回憶片刻，就如雷雨交加那晚，蕾貝卡最後同孤單的凱文於地板共眠。           |             |                                                            |                       |                                 |                |           |                       |
| 30 | 12          | 好鄰居 Clooney                                             | 姿娜·富恩特斯         | 貝卡·布魯斯塔特                 | 2018年1月16日  | 2AZC12    | 9.82                  |
| 皮爾森一家人來到賣場購物，打算購買西裝的傑克與凱文，巧遇得知前妻即將再婚的米格爾，面對積極正向的傑克，行動不便的凱文與米格爾皆認為適時地直視負面情緒並非壞事，至於藍道爾則試著突破心防，向心儀對象告白。蕾貝卡陪同凱特挑選舞會禮服，但懷有心事的凱特，卻因試衣不順而將氣出於蕾貝卡身上。皮爾森一家人在賣場行程結束後返家，卻忘記購買火警警報器的電池。 藍道爾來到威廉的舊居，領走父親的一箱遺物，而他意外發現一封疑似情書的信件，於是他決定藉著接觸威廉的鄰居，來找尋信中的女子。凱文在芭芭拉的建議下，暫緩重返好萊塢，並打算過上健康的日常生活，於是他決定投靠母親，好藉此彌補兩人錯失的天倫時光。梅蒂森決定幫助經歷流產又復發飲食問題的凱特，但凱特反倒發現梅蒂森不為人知的催吐問題。貝絲雖然支持藍道爾藉威廉的遺物找尋自我，但又希望藍道爾能腳踏實地地過日子，而藍道爾最終發現威廉信中的女子，其實是比莉·哈樂黛。凱文與米格爾存在誤會，並試著理解對方的處境，同時，凱文也希望蕾貝卡能夠不再顧慮他人，大方地追求自己的幸福。曾經在高中時期瘦身成功的凱特，不僅感到空虛，還迷失了自我，而她藉著這樣的生命經驗，指點了催吐行為復發的梅蒂森。藍道爾從威廉描繪偶像的情書中，尋得慰藉，並決定買下整棟公寓，打算改善公寓居民的生活環境。 |             |                                                            |                       |                                 |                |           |                       |
| 31 | 13          | 將是這日 That'll Be the Day                                | 烏妲·布利斯維茲       | 凱·歐耶根 唐納德·魯斯           | 2018年1月23日  | 2AZC13    | 9.48                  |
| 凱文將他需要求得原諒的人，列於一張清單上，並設法一一彌補他們。凱特發現托比為了顧慮她過去的傷痛，選擇默默懷著領養寵物的心願，為此她決定給予托比驚喜。藍道爾同貝絲展開改善老公寓的計畫，並對此投注所有的精神與熱情。打算彌補藍道爾與貝絲的凱文，藉著幫助公寓居民修繕套房，來尋得內心的平靜與救贖。凱特在動物收容所相中一隻狗狗，一度無法跨越內心障礙的她，最後還是為了托比將狗狗領養回家。藍道爾因為心急而未能料及全局，導致公寓居民因遇上驅蟲危機而被迫暫時遷移，而貝絲則藉著自己的專業經驗，提醒藍道爾應放慢腳步。凱文來到蘇菲家門前致意，而早已原諒他且有些自責的蘇菲，為了讓兩人的記憶停留在美好時刻，便選擇告別凱文。 1998年超級盃，凱文因前程渺茫而對父母撒氣，凱特為自我的價值和傑克產生摩擦，藍道爾則和心儀對象約會。這一年是傑克與蕾貝卡結婚多年來，首次獨處觀賞賽事，當兩人決定共同起創屬於他們的公司時，也感受著彼此的愛意。對自我產生質疑與排斥的凱特，在理解父親的愛後，感謝傑克總是提醒著她自身的價值。凱文為自己的態度向蕾貝卡致歉，卻未及時向父親表態，當晚，皮爾森家便因老舊電器走火，引燃了一場燒毀回憶的火災。 |             |                                                            |                       |                                 |                |           |                       |
| 32 | 14          | 週日超級盃 Super Bowl Sunday                               | 約翰·瑞卡 葛倫·費卡拉 | 丹·福吉曼                       | 2018年2月4日   | 2AZC14    | 26.99                 |
| 從睡夢中甦醒的傑克，發現家中燃起大火，隨後便緊急喚醒所有家人，並將家人救出。為了拯救凱特的寵物狗，傑克重回火海，並及時拿取了存有一家人回憶的物品。在凱特與藍道爾暫時被安置在米格爾家的這時，來到醫院檢查的傑克，看似健康無恙，卻因吸入濃煙引發心搏停止而忽然驟逝，這令蕾貝卡一時難以接受。蕾貝卡必須為了孩子們堅強，並來到米格爾家向大家傳遞此噩耗，而凱特隨後也親口向與蘇菲夜宿的凱文告知傑克的死訊。 傑克逝世二十週年的這天，皮爾森一家人嘗試以各自的方式緬懷傑克。凱特重複回放當初傑克拍攝她唱歌的畫面，以自責的情緒懷念傑克，並感謝托比總是如傑克那般，不斷地支持她、鼓勵她，並重拾她的自信心。藍道爾邀請女兒們的朋友參加在自家舉辦的第52屆超級盃派對，並將父親逝世的悲傷，投射在寵物蜥蜴的死亡上。蕾貝卡總會在超級盃的這天，做著傑克愛吃的食物，邊觀賞運動賽事來緬懷傑克，且她相信傑克會在這天藉其他事物帶給她歡笑。凱文時隔二十年，首次重回傑克樹葬之處，他嘗試面對傑克、釋放內心的愧疚，道出來不及對父親訴說的話語，並和母親共度緬懷的一夜。對於藍道爾生活上的改變，以及威廉與黛佳等人的來來去去，泰絲內心感到矛盾，但在理解自己於藍道爾心中的位置後，她從不安的情緒中釋懷，且在成年後，成為了一名社工。 |             |                                                            |                       |                                 |                |           |                       |
| 33 | 15          | 車 The Car                                                 | 肯·奧林               | 艾薩克·艾普提克 伊莉莎白·柏格   | 2018年2月6日   | 2AZC15    | 10.13                 |
| 於大三胞年幼時，傑克為了家人，選擇購賣超過預算的吉普車，而這輛車裝載了皮爾森一家人許許多多的回憶。在等待蕾貝卡的核磁共振成像結果期間，傑克載著蕾貝卡來到他最愛的那棵樹，安撫著蕾貝卡焦慮的心情，並談論起生死議題。在傑克教導藍道爾開車的時候，凱文與藍道爾發生爭執而差點導致車禍，這令於戰爭期間失去胞弟的傑克非常生氣，並盼望兄弟倆能學會相互扶持。傑克在某日上午發現凱特為了參加艾拉妮絲·莫莉塞特的簽名會而翹課，但他並未發飆，反而和凱特進行了音樂交流，同時也為凱特建立信心，要她相信自己的音樂才華。蕾貝卡提早抵達傑克的告別式，希望能全程陪伴傑克，以彌補當初在醫院未於最後一刻伴在他身旁的愧疚。凱特對於傑克的死感到內疚，亦對寵物狗抱持複雜的情緒，而凱文則不滿藍道爾擁有傑克的遺物，並為一家之主之位與其爭執。卡考斯基意外現身告別式，並給予蕾貝卡力量，要她相信自己是個堅強的女性，能夠獨自捱過難關，這使蕾貝卡從中獲得了安慰。蕾貝卡應傑克的要求，帶著孩子們來到他最愛的那棵樹，將他的骨灰揮灑於大地，而蕾貝卡也要凱特別再自責，並讓兒子們了解他們還不必擔下家庭責任。隨後，皮爾森一家人決定前去欣賞布魯斯·斯普林斯廷的演唱會，以緬懷傑克給予他們的最後一個驚喜禮物。 |             |                                                            |                       |                                 |                |           |                       |
| 34 | 16          | 維加斯，我們來了 Vegas, Baby                               | 喬安娜·克恩斯         | 蘿拉·凱納                       | 2018年2月27日  | 2AZC16    | 9.74                  |
| 每一年的結婚紀念日，傑克給予蕾貝卡的禮物和驚喜，總是遠大於蕾貝卡送給傑克的小禮物，這令有所歉疚的蕾貝卡，在某年和傑克約定不慶祝結婚紀念日。在孩子們得知父母的決定後，他們自告奮勇，打算為父母籌畫一場完美的紀念日，而凱文也從傑克那學到驚喜的精髓。雖然其中發生了食物未熟等差錯，凱文甚至誤以為父母的決定象徵著離婚的可能，但傑克與蕾貝卡仍被孩子們的付出給感動，並感受著平凡的幸福。 凱文、藍道爾與貝絲受邀飛往拉斯維加斯，參加凱特與托比的告別單身派對。藍道爾仍掛心前次來到家中尋求金援的黛佳，但貝絲卻希望藍道爾能夠理性地放下，讓她有喘息的空間。凱文巧遇合拍電影的女演員艾瑪，並從她口中得知電影的創作方向有所改變，由於艾瑪的戲份全遭刪減，故與艾瑪有許多對手戲的他，自認自己的戲份也將遭到大量刪除，在感到失落之際，他嘗試堅持戒酒的信念。藍道爾與貝絲為各自面對黛佳的方式產生爭執，而凱特也意外捲入了紛爭。凱特向貝絲坦言自己害怕失去藍道爾，加上對具有能力的完美女性容易感到有壓力等因素，使她難以對貝絲敞開心懷，但在她了解貝絲必須放下黛佳等煎熬的心境後，試著給予貝絲安慰。凱文與藍道爾在得知托比想與他們親近的心意後，決定彌補他們未花時間陪伴的托比，而托比也給予各有心事的藍道爾及凱文力量，讓他們更有自信。凱文鼓起勇氣致電霍華，並得知自己的戲份並未遭到刪減，甚至對他的表現讚譽有加，而藍道爾與貝絲在理解雙方後，決定一同前去探望黛佳，卻發現黛佳與香娜竟流離失所、居於車內。                                                                            |             |                                                            |                       |                                 |                |           |                       |
| 35 | 17          | 這浩瀚、奧妙又美麗的人生 This Big, Amazing, Beautiful Life | 蕾貝卡·亞瑟           | 凱·歐耶根                       | 2018年3月6日   | 2AZC17    | 8.89                  |
| 回顧皮爾森一家人以及威廉的過往人生，對應黛佳的類似經歷，他們都有著美好的親情時光，也有過親人逝世之痛。正值二八年華的香娜產下了黛佳，但總是渴求男人之愛的她，尚需適應自己已成一名母親的事實。香娜的祖母替身為單親媽媽的香娜分擔生活重擔，照顧起獨立堅強的黛佳，並苦口婆心地提醒香娜應擔起母親的職責。在香娜的祖母驟逝後，黛佳成了香娜的依靠，總是替香娜打理生活起居。在香娜生日當天，為了製作晚餐而割傷手的黛佳，在獨自前往就醫後，兒童福利機構的社工琳達於此時介入了母女倆的生活，而出外狂歡的香娜因未盡責而被迫暫時與黛佳分離。黛佳來到寄養家庭，認識了另一名寄養小孩瑞芬，在瑞芬的慫恿下，兩人一同偷竊了化妝品，而發現此事的養父竟對她們動粗。黛佳選擇將家暴事件告知琳達，這令寧願遭受皮肉之痛，也想求個安定的瑞芬有些失落。在香娜戒癮後，黛佳重回母親的懷抱，而香娜的新歡阿朗佐也在此時走進她們的人生，起初黛佳選擇信任阿朗佐，但他倆的戀情卻日益惡化，香娜甚至因阿朗佐私藏的槍而被警方逮捕。輾轉於各個寄養家庭的黛佳，在體會瑞芬所言之煎熬後，來到了皮爾森家，並試著珍惜這份穩定。在檢方對香娜撤銷告訴後，黛佳再次重返舊家，與母親展開全新的生活，但好景不常，眼看母親背負著經濟壓力的黛佳，選擇向藍道爾尋求金援，卻發現母親仍執著於阿朗佐，更因未繳房租而導致兩人流離失所，這令黛佳對母親極其失望。藍道爾與貝絲在發現兩人的處境後，將她們安頓於家中，而香娜在看見黛佳應有卻久違的孩童笑顏後，看清自己無法讓黛佳過上好的生活之事實，於是選擇將黛佳託付給藍道爾與貝絲。 |             |                                                            |                       |                                 |                |           |                       |
| 36 | 18          | 婚禮 The Wedding                                           | 肯·奧林               | 艾薩克·艾普提克 伊莉莎白·柏格   | 2018年3月13日  | 2AZC18    | 10.94                 |
| 凱特與托比的婚禮將至，擔任籌畫人的凱文與藍道爾設法舉辦一場完美的婚禮，而凱特則嘗試尋求紀念父親的方式。凱特夢見父母在紀念結婚40週年時重申婚誓，但托比卻沒有出現在自己的夢境中，不過確信托比是真命天子的她，決定試著放下父親，好挪出足夠的空間讓托比駐足。黛佳在香娜放棄監護權後變得叛逆，令藍道爾與貝絲無所適從，而貝絲的表妹柔伊則以身為過來人的身分開導黛佳，試著讓她理解珍惜愛她之人的道理，但即便黛佳嘗試敞開心房，卻仍困在複雜的情緒之中。無法與彼此相處融洽的托比父母，皆對凱特抱持疑慮，擔心托比會重蹈前次婚姻的覆轍，但托比卻堅定地捍衛他倆的感情。蕾貝卡小心翼翼地深怕觸發凱特的情緒而毀了她的大日子，但凱特實際上是想成為像母親這般的好歌手、好妻子與好母親，才會在面臨挫折而對她撒氣。婚禮上，皮爾森一家人在緬懷傑克的同時，也學著放下傑克，並吐出壓抑在心中的情緒。 |             |                                                            |                       |                                 |                |           |                       |

## 收視
| 總集數 | 集數 | 標題                         | 播出日期       | 收視／份額 （18–49歲） | 收視 （百萬） | DVR （18–49歲） | DVR收視 （百萬） | 加總 （18–49歲） | 總收視 （百萬） |
| ------ | ---- | ---------------------------- | -------------- | ---------------------- | ------------- | --------------- | ---------------- | ---------------- | --------------- |
| 19     | 1    | 父親的忠告（A Father's Advice）               | 2017年9月26日  | 3.9/13                 | 12.94         | 2.6             | 6.94             | 6.5              | 19.87           |
| 20     | 2    | 黃金光輝的過往（A Manny-Splendored Thing）           | 2017年10月3日  | 3.1/11                 | 11.06         | 2.4             | 6.15             | 5.5              | 17.21           |
| 21     | 3    | 高點與低點（Highs and Lows）               | 2017年10月10日 | 2.8/10                 | 11.02         | 2.2             | 6.11             | 5.0              | 17.13           |
| 22     | 4    | 依舊存在（Still There）                 | 2017年10月17日 | 2.9/10                 | 10.65         | 2.3             | 6.32             | 5.2              | 16.97           |
| 23     | 5    | 手足之情（Brothers）                 | 2017年10月24日 | 2.8/9                  | 10.60         | 2.2             | 6.09             | 5.0              | 16.69           |
| 24     | 6    | 20代（The 20's）                     | 2017年10月31日 | 2.0/7                  | 8.43          | 2.4             | 6.50             | 4.4              | 14.94           |
| 25     | 7    | 最失望的人（The Most Disappointed Man）               | 2017年11月7日  | 2.5/9                  | 9.89          | 2.3             | 6.28             | 4.8              | 16.17           |
| 26     | 8    | 第一名（Number One）                   | 2017年11月14日 | 2.6/9                  | 10.05         | 2.2             | 6.10             | 4.8              | 16.15           |
| 27     | 9    | 第二名（Number Two）                   | 2017年11月21日 | 2.5/9                  | 9.34          | 2.0             | 5.72             | 4.5              | 15.06           |
| 28     | 10   | 第三名（Number Three）                   | 2017年11月28日 | 2.8/10                 | 10.94         | 2.0             | 5.65             | 4.8              | 16.60           |
| 29     | 11   | 局外人（The Fifth Wheel）                   | 2018年1月9日   | 2.7/9                  | 9.65          | 2.3             | 6.34             | 5.0              | 15.99           |
| 30     | 12   | 好鄰居（Clooney）                   | 2018年1月16日  | 2.5/9                  | 9.82          | 2.5             | 6.35             | 5.0              | 16.18           |
| 31     | 13   | 將是這日（That'll Be the Day）                 | 2018年1月23日  | 2.6/9                  | 9.48          | 2.6             | 7.10             | 5.2              | 16.58           |
| 32     | 14   | 週日超級盃（Super Bowl Sunday）               | 2018年2月4日   | 9.3/32                 | 26.99         | 2.3             | 6.44             | 11.6             | 33.43           |
| 33     | 15   | 車（）                       | 2018年2月6日   | 2.7/10                 | 10.13         | 2.2             | 6.03             | 4.9              | 16.17           |
| 34     | 16   | 維加斯，我們來了（Vegas, Baby）         | 2018年2月27日  | 2.5/9                  | 9.74          | 2.0             | 5.65             | 4.5              | 15.39           |
| 35     | 17   | 這浩瀚、奧妙又美麗的人生（This Big, Amazing, Beautiful Life） | 2018年3月6日   | 2.3/8                  | 8.89          | 2.3             | 6.56             | 4.6              | 15.46           |
| 36     | 18   | 婚禮（The Wedding）                     | 2018年3月13日  | 2.8/10                 | 10.94         | 2.1             | 6.13             | 4.9              | 17.07           |
| 平均   | 平均 | 平均                         | 平均           | 3.1                    | 11.19         | 2.3             | 6.25             | 5.4              | 17.44           |

## 評價
於爛番茄整合的評論中，本季獲得92%新鮮度、8.09/10分（20名評論家），評論家普遍共識：「《這就是我們》繼續以扣人心弦的方式進行家庭情感探索，確保觀眾緊靠衛生紙－－以及他們所愛的人。」
| 第二季（2017–18年）：烂番茄追踪到的所有评论家的评论中，正面评论占比 |                                                              |
|                                                                     | 由于已知的技术原因，图表暂时不可用。带来不便，我们深表歉意。 |

評論家前十大電視節目排名
- No. 3　BuddyTV（英语：BuddyTV）
- No. 8　每日野獸
- No. 2　E!
- No. 10　FanSided
- No. 1　Hidden Remote
- No. 2　紐約郵報
- No. 3　匹茲堡郵報
- No. 4　SpoilerTV
- No. 6　電視指南
- No. 9　電視指南雜誌
- No. 6　TVLine（英语：TVLine）（劇情類）
- –　美國電影學會
- –　PopCrush
- –　PopSugar（英语：PopSugar）
- –　Vogue

## 獎項
| 年度 | 大獎                   | 獎項                                               | 入圍者 | 結果 |
| ---- | ---------------------- | -------------------------------------------------- | --- | ---- |
| 2017 | 美國電影學會獎         | 年度電視節目獎                                     | 年度電視節目獎 | 獲獎 |
| 2018 | 金球獎                 | 最佳電視影集獎－劇情類                             | 最佳電視影集獎－劇情類 | 提名 |
| 2018 | 金球獎                 | 最佳電視男演員獎－劇情類                           | 斯特林·K·布朗 | 獲獎 |
| 2018 | 金球獎                 | 最佳電視影集、有限劇集及電視電影女配角獎           | 克莉希·梅茲 | 提名 |
| 2018 | 評論家選擇電視獎       | 最佳劇情類影集獎                                   | 最佳劇情類影集獎 | 提名 |
| 2018 | 評論家選擇電視獎       | 劇情類影集最佳男演員獎                             | 斯特林·K·布朗 | 獲獎 |
| 2018 | 評論家選擇電視獎       | 劇情類影集最佳女配角獎                             | 克莉希·梅茲 | 提名 |
| 2018 | 有色人種促進協會形象獎 | 最佳劇情類影集獎                                   | 最佳劇情類影集獎 | 提名 |
| 2018 | 有色人種促進協會形象獎 | 劇情類影集最佳男演員獎                             | 斯特林·K·布朗 | 提名 |
| 2018 | 有色人種促進協會形象獎 | 劇情類影集最佳女配角獎                             | 蘇珊·克雷奇·華森 | 提名 |
| 2018 | 有色人種促進協會形象獎 | 最佳青少年演員獎（影集、特輯、電視電影或有限劇集） | 朗尼·查維斯 | 提名 |
| 2018 | 有色人種促進協會形象獎 | 劇情類影集最佳編劇獎                               | 薇拉·赫伯特（集數：依舊存在） | 提名 |
| 2018 | 美國演員工會獎         | 最佳劇情類影集男演員獎                             | 斯特林·K·布朗 | 獲獎 |
| 2018 | 美國演員工會獎         | 最佳劇情類影集整體演出獎                           | 艾瑞絲·貝克、亞莉山卓·布瑞克瑞奇、斯特林·K·布朗、朗尼·查維斯、賈斯汀·哈特利、菲絲·赫曼、羅恩·西法斯·瓊斯、克莉希·梅茲、曼蒂·摩爾、克里斯·沙利文、米洛·文提米利亞、蘇珊·克雷奇·華森、漢娜·澤爾 | 獲獎 |
| 2018 | 道林獎                 | 年度電視演出獎－男演員                             | 斯特林·K·布朗 | 提名 |
| 2018 | 衛星獎                 | 最佳劇情類影集獎                                   | 最佳劇情類影集獎 | 提名 |
| 2018 | Cine Awards            | 最佳劇情類影集男主角獎                             | 斯特林·K·布朗 | 提名 |
| 2018 | Cine Awards            | 最佳劇情類影集男配角獎                             | 米洛·文提米利亞 | 提名 |
| 2018 | Cine Awards            | 最佳劇情類影集女配角獎                             | 蘇珊·克雷奇·華森 | 提名 |
| 2018 | GLAAD媒體獎            | 最佳劇情類影集獎                                   | 最佳劇情類影集獎 | 獲獎 |

## 外部連結
- 官方网站（英文）
- 《《這就是我們》》各集列表 来自互联网电影数据库